# ATP Challenger Braga
Das ATP Challenger Braga (offizieller Name: Braga Open) ist ein Tennisturnier in Braga, das seit 2018 ausgetragen wird. Es ist Teil der ATP Challenger Tour und wird auf Sand ausgetragen.

## Liste der Sieger

### Einzel
| Jahr | Sieger                    | Finalgegner                  | Ergebnis       |
| ---- | ------------------------- | ---------------------------- | -------------- |
| 2024 | Elmer Møller              | Daniel Elahi Galán           | 6:4, 7:64      |
| 2023 | Oriol Roca Batalla        | Duje Ajduković               | 4:6, 6:1, 6:1  |
| 2022 | Nicolas Moreno de Alboran | Matheus Pucinelli de Almeida | 6:2, 6:4       |
| 2021 | Thiago Monteiro           | Nikola Milojević             | 7:5, 7:5       |
| 2020 | abgesagt                  | abgesagt                     | abgesagt       |
| 2019 | João Domingues            | Facundo Bagnis               | 6:75, 6:2, 6:3 |
| 2018 | Pedro Sousa               | Casper Ruud                  | 6:0, 3:6, 6:3  |

### Doppel
| Jahr | Sieger                             | Finalgegner                               | Ergebnis          |
| ---- | ---------------------------------- | ----------------------------------------- | ----------------- |
| 2024 | Théo Arribagé Francisco Cabral (2) | Marco Bortolotti Daniel Cukierman         | 6:3, 6:4          |
| 2023 | Marco Bortolotti Alexandru Jecan   | Stefano Travaglia Alexander Weis          | 7:5, 7:5          |
| 2022 | Vít Kopřiva Jaroslav Pospíšil      | Jeevan Nedunchezhiyan Christopher Rungkat | 3:6, 6:3, [10:4]  |
| 2021 | Nuno Borges Francisco Cabral (1)   | Jesper de Jong Bart Stevens               | 6:3, 6:74, [10:5] |
| 2020 | abgesagt                           | abgesagt                                  | abgesagt          |
| 2019 | Gerard Granollers Fabrício Neis    | Kimmer Coppejans Zdeněk Kolář             | 6:4, 6:3          |
| 2018 | Sander Arends Adil Shamasdin       | Ariel Behar Miguel Ángel Reyes Varela     | 6:2, 6:1          |